# Калмакларово
Калмакла́рово (баш. Ҡалмаклар) — деревня в Салаватском районе Республики Башкортостан Российской Федерации. Входит в состав Салаватского сельсовета.

## География

### Географическое положение
Находится на правом берегу реки Юрюзани.
Расстояние до:
- районного центра (Малояз): 3 км,
- центра сельсовета (Малояз): 3 км,
- ближайшей ж/д станции (Кропачёво): 29 км.

## Население
| 2002 | 2009 | 2010 |
| ---- | ---- | ---- |
| 230  | ↗283 | ↘208 |

Национальный состав
Согласно переписи 2002 года, преобладающая национальность — башкиры (81 %).